# Eleição municipal de Diadema em 2020
A eleição municipal de Diadema em 2020 ocorreu no dia 15 de novembro (primeiro turno) e 29 de novembro (segundo turno), com o objetivo de eleger um prefeito, um vice-prefeito, e 21 vereadores responsáveis pela administração da cidade para o mandato a se iniciar em 1° de janeiro de 2021 e com término em 31 de dezembro de 2024. 
Originalmente, as eleições ocorreriam em 4 de outubro (primeiro turno) e 25 de outubro (segundo turno), porém, com o agravamento da pandemia do novo coronavírus (SARS-CoV-2), causador da Covid-19, as datas foram modificadas com a promulgação da Emenda Constitucional nº 107/2020.
O processo eleitoral de 2020 está marcado pela sucessão para o cargo ocupado pelo atual prefeito Lauro Michels, do Partido Verde, que por estar em seu segundo mandato não pode se candidatar a reeleição. Em 29 de novembro de 2020, o ex-prefeito José de Filippi, candidato do PT, foi eleito pela quarta vez ao obter 51,35% dos votos válidos contra o candidato Taka Yamauchi, do PSD, que recebeu 48,65%.

## Contexto político e pandemia
As eleições municipais de 2020 estão sendo marcadas, antes mesmo de iniciada a campanha oficial, pela pandemia do coronavírus SARS-CoV-2 (causador da COVID-19), o que está fazendo com que os partidos remodelem suas metodologias de pré-campanha. O Tribunal Superior Eleitoral (TSE) autorizou os partidos a realizarem as convenções para escolha de candidatos aos escrutínios por meio de plataformas digitais de transmissão, para evitar aglomerações que possam proliferar o vírus. Alguns partidos recorreram a mídias digitais para lançar suas pré-candidaturas. Além disso, a partir deste pleito, será colocada em prática a Emenda Constitucional 97/2017, que proíbe a celebração de coligações partidárias para as eleições legislativas, o que pode gerar um inchaço de candidatos ao legislativo. Conforme reportagem publicada pelo jornal Brasil de Fato em 11 de fevereiro de 2020, o país poderá ultrapassar a marca de 1 milhão de candidatos a prefeito, vice-prefeito e vereador neste escrutínio, o que não seria necessariamente bom, na opinião do professor Carlos Machado, da UnB (Universidade de Brasília): “Temos o hábito de criticar de forma intensa a coligação partidária, sem parar para refletir sobre os elementos positivos dela. O número de candidatos que um partido pode apresentar numa eleição, varia se ele estiver dentro de uma coligação, porque quando os partidos participam de uma coligação, eles são considerados como um único partido", afirmou Machado na reportagem.

## Candidatos à prefeitura de Diadema
| Nº | Candidato a Prefeito         | Candidato a Vice             | Coligação                                                       |
| -- | ---------------------------- | ---------------------------- | --------------------------------------------------------------- |
| 10 | Gesiel Duarte (Republicanos) | Silas Vidigal (Republicanos) | Sem coligação                                                   |
| 12 | Ronaldo Lacerda (PDT)        | Fábio Junior (PDT)           | Sem coligação                                                   |
| 13 | José de Filippi (PT)         | Patrícia Ferreira (PT)       | Diadema da Gente (PT, PL, Patriota, Avante e Solidariedade)     |
| 16 | Professor Ivanci (PSTU)      | Edison Nesladek (PSTU)       | Sem coligação                                                   |
| 17 | Jhonny Rich (PSL)            | Profª Andréa Griffo (PSL)    | #AtualizaDiadema (PSL e PMN)                                    |
| 20 | Arquiteto David (PSC)        | Pastor Teodozio (PSC)        | Sem coligação                                                   |
| 25 | Pretinho do Água Santa (DEM) | Regina Gonçalves (PV)        | Diadema de Todos e Para Todos (DEM, PV, PODE, Cidadania e PROS) |
| 28 | Denise Ventrici (PRTB)       | Sargento Borges (PTC)        | Uma Candidatura de Mãos Limpas (PRTB e PTC)                     |
| 35 | Dr. Airton (PMB)             | Dr. Adriano Soares (PMB)     | Sem coligação                                                   |
| 40 | Marcos Michels (PSB)         | Major Carota (PSB)           | Sem coligação                                                   |
| 45 | Dr. Ricardo Yoshio (PSDB)    | Roberto Santos (PSDB)        | Renova Diadema (PSDB e PP)                                      |
| 50 | Rafaela Boani (PSOL)         | Vitor Barbosa (PSOL)         | Sem coligação                                                   |
| 55 | Taka Yamauchi (PSD)          | Maria do Socorro (MDB)       | Coligação do Bem (PSD, MDB, PTB e REDE)                         |

## Resultados

### Prefeito
| Candidato                | Candidato                    | Vice                         | Primeiro turno 15 de novembro de 2020 | Primeiro turno 15 de novembro de 2020 | Segundo turno 29 de novembro de 2020 | Segundo turno 29 de novembro de 2020 |
| Candidato                | Candidato                    | Vice                         | Total                                 | Percentagem                           | Total                                | Percentagem                          |
| ------------------------ | ---------------------------- | ---------------------------- | ------------------------------------- | ------------------------------------- | ------------------------------------ | ------------------------------------ |
|                          | José de Filippi (PT)         | Patrícia Ferreira (PT)       | 92.670                                | 45,65%                                | 106.849                              | 51,35%                               |
|                          | Taka Yamauchi (PSD)          | Maria do Socorro (MDB)       | 31.301                                | 15,42%                                | 101.231                              | 48,65%                               |
|                          | Dr. Ricardo Yoshio (PSDB)    | Roberto Santos (PSDB)        | 29.726                                | 14,64%                                | Não participaram                     | Não participaram                     |
|                          | Pretinho do Água Santa (DEM) | Regina Gonçalves (PV)        | 20.524                                | 10,11%                                | Não participaram                     | Não participaram                     |
|                          | Ronaldo Lacerda (PDT)        | Fábio Junior (PDT)           | 10.684                                | 5,26%                                 | Não participaram                     | Não participaram                     |
|                          | Marcos Michels (PSB)         | Major Carota (PSB)           | 5.588                                 | 2,75%                                 | Não participaram                     | Não participaram                     |
|                          | Geisel Duarte (Republicanos) | Silas Vidigal (Republicanos) | 5.054                                 | 2,49%                                 | Não participaram                     | Não participaram                     |
|                          | Denise Ventrici (PRTB)       | Sargento Borges (PTC)        | 1.882                                 | 0,93%                                 | Não participaram                     | Não participaram                     |
|                          | Rafaela Boani (PSOL)         | Vitor Barbosa (PSOL)         | 1.835                                 | 0,90%                                 | Não participaram                     | Não participaram                     |
|                          | Jhonny Rich (PSL)            | Profª Andréa Griffo (PSL)    | 1.532                                 | 0,75%                                 | Não participaram                     | Não participaram                     |
|                          | Arquiteto David (PSC)        | Pastor Teodozio (PSC)        | 1.378                                 | 0,68%                                 | Não participaram                     | Não participaram                     |
|                          | Dr. Airton (PMB)             | Dr. Adriano Soares (PMB)     | 485                                   | 0,24%                                 | Não participaram                     | Não participaram                     |
|                          | Professor Ivanci (PSTU)      | Edison Nesladek (PSTU)       | 360                                   | 0,18%                                 | Não participaram                     | Não participaram                     |
| → Total de votos válidos | → Total de votos válidos     | → Total de votos válidos     | 203.019                               | 83,29%                                | 208.080                              | 89,22%                               |
| → Votos em branco        | → Votos em branco            | → Votos em branco            | 15.980                                | 6,56%                                 | 7.859                                | 3,37%                                |
| → Votos nulos            | → Votos nulos                | → Votos nulos                | 24.765                                | 10,16%                                | 17.295                               | 7,42%                                |
| Total                    | Total                        | Total                        | 243.764                               | 74,05%                                | 233.234                              | 70,85%                               |
| Abstenções               | Abstenções                   | Abstenções                   | 85.407                                | 25,95%                                | 95.937                               | 29,15%                               |